# Provinciile Argentinei

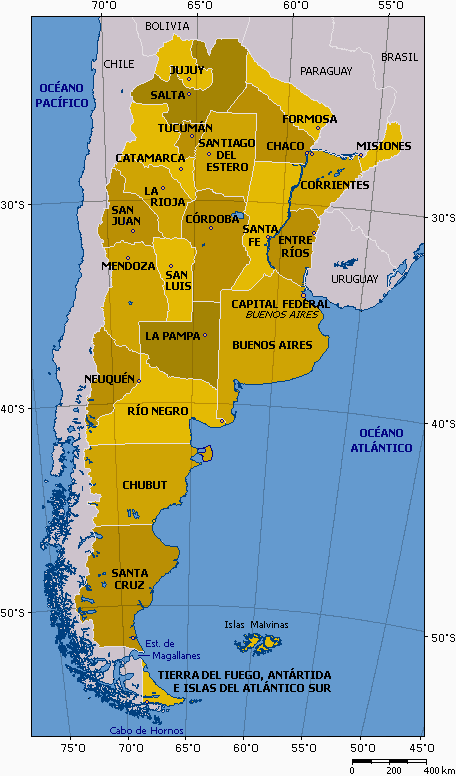
Argentina şi provinciile sale, incluzând revendicările sale asupra Insulelor Malvine.

Argentina e împărțită în douăzeci și trei de provincii (în limba spaniolă: provincias, la singular provincia) și un district federal (Capital de la República sau Capital de la Nación, informal Capital Federal). Districtul federal și provinciile au fiecare propria constituție, dar ele există în cadrul unui sistem federal.
Provinciile sunt împărțite în departamente, (în limba spaniolă: departamentos, la singular departamento), cu excepția provinciei Buenos Aires, care este împărțită în partidos.

## Provincii
| 1. Ciudad autónoma de Buenos Airesa 2. Provincia de Buenos Aires 3. Provincia de Catamarca 4. Provincia del Chaco 5. Provincia del Chubut 6. Provincia de Córdoba 7. Provincia de Corrientes 8. Provincia de Entre Ríos 9. Provincia de Formosa 10. Provincia de Jujuy 11. Provincia de La Pampa 12. Provincia de La Rioja 13. Provincia de Mendoza 14. Provincia de Misiones 15. Provincia del Neuquén 16. Provincia de Río Negrob 17. Provincia de Salta 18. Provincia de San Juan 19. Provincia de San Luis 20. Provincia de Santa Cruz 21. Provincia de Santa Fe 22. Provincia de Santiago del Estero 23. Provincia de Tierra del Fuego, Antártida e Islas del Atlántico Surc 24. Tucumán a District federal. Cunoscut și ca Ciudad de Buenos Aires. b sau Provincia del Río Negro. c Tierra del Fuego, revendicările în Antarctica, insulele Atlanticului de Sud. |

## Organizarea teritorială a Argentinei
| Provincia                                             | Abreviere | ISO 3166-2 | Pop. (2010) | Sup. (km²) | Capitala                            | Drapel               | Declarată provincie |
| ----------------------------------------------------- | --------- | ---------- | ----------- | ---------- | ----------------------------------- | -------------------- | ------------------- |
| Ciudad de Buenos Aires                                | CABA      | AR-C       | 2.890.151   | 200        | N/C                                 |                      | 22 august 1994      |
| Buenos Aires                                          | BA        | AR-B       | 15.625.084  | 307.571    | La Plata                            |                      | 16 februarie 1820   |
| Catamarca                                             | CT        | AR-K       | 367.828     | 102.602    | San Fernando del Valle de Catamarca | Bandera de Catamarca | 25 august 1821      |
| Chaco                                                 | CC        | AR-H       | 1.055.259   | 99.633     | Resistencia                         | Bandera de Chaco     | 8 august 1951       |
| Chubut                                                | CH        | AR-U       | 509.108     | 224.686    | Rawson                              |                      | 15 iunie 1955       |
| Córdoba                                               | CD        | AR-X       | 3.308.876   | 165.321    | Córdoba                             | Bandera de Córdoba   | 5 ianuarie 1820     |
| Corrientes                                            | CR        | AR-W       | 992.595     | 88.199     | Corrientes                          |                      | 20 aprilie 1814     |
| Entre Ríos                                            | ER        | AR-E       | 1.235.994   | 78.781     | Paraná                              |                      | 23 aprilie 1814     |
| Formosa                                               | FO        | AR-P       | 530.162     | 72.066     | Formosa                             |                      | 15 iunie 1955       |
| Jujuy                                                 | JY        | AR-Y       | 673.307     | 53.219     | San Salvador de Jujuy               |                      | 17 decembrie 1836   |
| La Pampa                                              | LP        | AR-L       | 318.951     | 143.440    | Santa Rosa                          |                      | 8 august 1951       |
| La Rioja                                              | LR        | AR-F       | 333.642     | 89.680     | La Rioja                            |                      | 1 martie 1820       |
| Mendoza                                               | MZ        | AR-M       | 1.738.929   | 148.827    | Mendoza                             |                      | 1 martie 1820       |
| Misiones                                              | MN        | AR-N       | 1.101.593   | 29.801     | Posadas                             |                      | 10 decembrie 1953   |
| Neuquén                                               | NQ        | AR-Q       | 551.266     | 94.078     | Neuquén                             |                      | 15 iunie 1955       |
| Río Negro                                             | RN        | AR-R       | 638.645     | 203.013    | Viedma                              |                      | 15 iunie 1955       |
| Salta                                                 | SA        | AR-A       | 1.214.441   | 155.488    | Salta                               |                      | 17 decembrie 1836   |
| San Juan                                              | SJ        | AR-J       | 681.055     | 89.651     | San Juan                            |                      | 1 martie 1820       |
| San Luis                                              | SL        | AR-D       | 432.310     | 76.748     | San Luis                            |                      | 1 martie 1820       |
| Santa Cruz                                            | SC        | AR-Z       | 273.964     | 243.943    | Río Gallegos                        |                      | 22 noiembrie 1956   |
| Santa Fe                                              | SF        | AR-S       | 3.194.537   | 133.007    | Santa Fe                            |                      | 10 mai 1816         |
| Santiago del Estero                                   | SE        | AR-G       | 874.006     | 136.351    | Santiago del Estero                 |                      | 27 aprilie 1820     |
| Tierra del Fuego, Antártida e Islas del Atlántico Sur | TF        | AR-V       | 127.205     | 21.571     | Ushuaia                             |                      | 26 aprilie 1990     |
| Tucumán                                               | TM        | AR-T       | 1.448.188   | 22.524     | San Miguel de Tucumán               | Bandera de Tucumán   | 25 noiembrie 1825   |